# Linda Sembrant
Linda Birgitta Sembrant (født 15. maj 1987) er en svensk fodboldspiller, der spiller som forsvarer for Juventus i italienske Serie A og for Sveriges kvindefodboldlandshold.

## Hæder

### Klub
Kopparbergs/Göteborg FC
- Svenska Cupen (1): Vinder 2011

Tyresö FF
- Damallsvenskan (1): Vinder 2012

### Landshold
Sverige
- Sommer-OL: Sølvmedalje, 2016